# Gustav Kurt Beck
 Gustav Kurt Beck  (* 28. April 1902 in Wien; † 7. November 1983 in Wolfsburg; auch Gustav K. Beck) war ein österreichischer Maler und Grafiker.
Gustav Kurt Beck war ein wichtiger Vertreter der modernen Kunst und der Abstrakten Malerei der ersten beiden Dekaden nach dem Zweiten Weltkrieg.

## Leben
Er studierte bis 1926 an der Kunstgewerbeschule Wien.
In den Jahren von 1937 bis 1946 unternahm Beck ausgedehnte künstlerische Studienreisen nach Nordafrika, Italien und in die Länder des Balkans.
Bereits während des Zweiten Weltkriegs beteiligte sich Beck, der sich in Rom aufhielt, in Italien an der Gründung eines Internationalen Art Clubs (1945). Er kehrte im Februar 1947 nach Wien zurück und gründete dort die österreichische Sektion des Art Clubs Avantgarde der neuen Freiheit und übernahm als erster Generalsekretär die Geschäftsführung. Erster Präsident dieses Art Clubs wurde Albert Paris Gütersloh. Der Art Club präsentierte sich als Künstlergruppe erstmals im April 1947 mit einer Ausstellung in der Neuen Galerie in Wien.
1952 gründete Beck zusammen mit Slavi Soucek in Salzburg die Galerie Kunst der Gegenwart.
1961 kam Beck auf Einladung der Stadt nach Wolfsburg, um eine Druckwerkstatt für Künstler im Schloss Wolfsburg einzurichten. Künstler aus dem In- und Ausland bekommen die Möglichkeit, in dieser Druckwerkstatt zu arbeiten. Das Schloss wird fortan zu einem künstlerischen Zentrum ausgebaut. Beck brachte seine Freunde – international bekannte Künstler wie Emilio Vedova, Werner Schreib, Luciano Lattanzi und Josef Mikl – nach Wolfsburg.
In Wolfsburg lernte Beck die freie Grafikerin und Bilderbuchautorin Katrin Brandt (* 1942 in Bad Homburg vor der Höhe) kennen, die 1966 nach Wolfsburg kam, und heiratete sie.
Beck gründete die Künstlergruppe Schloßstraße 8 in Wolfsburg. Sowie die städtische Druckwerkstatt, die er bis 1973 leitete.

## Ausstellungen
Einzelausstellungen:
- 1955: Museu de Arte Moderna, Sao Paulo, Brasilien
- 1956: Galerie T’VENSTER, Rotterdam, Niederlande
- 1956: Galleria La MEDUSA, Rom, (mit W.Hutter, Wien)
- 1956: Galeria Montevideo de Artes Plasticas, Montevideo, Uruguay
- 1959: Staatliche Kunsthalle Baden-Baden, Gesellschaft der Freunde junger Kunst, Baden-Baden
- 1960: Galerie Günther Franke, München
- 1961: Galeria SISTINA, Sao Paulo, Brasilien
- 1962: Galerie Schmücking, Braunschweig
- 1964: Galerie Dieter Brusberg, Hannover
- 1965: Kunstverein Wolfsburg, Stadthalle
- 1966: Wiener Secession, Wien, Österreich
- 1972: Kunstverein Wolfsburg, Wolfsburg
- 1974: Wiener Secession, Wien, Österreich
- 1982: Kunstverein Wolfsburg, Wolfsburg
- 1995: Galerie Peithner-Lichtenfels, Wien, Österreich
- 2002: „Gustav Kurt Beck – Wege der Kunst – Retrospektive“, Städtische Galerie Wolfsburg, Wolfsburg

Ausstellungs-Beteiligungen:
- 1945–1947: Beteiligung an Ausstellungen des Art-Club in Italien
- 1948: 1. Jahresausstellung des österreichischen Art-Club in Wien, Wien
- 1949: „MOSTRA INTERNATIONALE DELL'ART-CLUB“, Galleria Nazionale d'Arte Moderna Roma, Italien
- 1953: II. BIENAL DO MUSEU DE ARTE MODERNA SAO PAULO, Brasilien
- 1953: „MOSTRA INTERNAZIONALE DI PITTURA“, Messina, Italien
- 1956: „Kunst uit Oostenrijk“, STEDELIJK MUSEUM, Amsterdam, Niederlande
- 1957: „Kunst uit Oostenrijk“, STEDELIJK VAN ABBE MUSEUM EINDHOVEN, Niederlande
- 1957: „Kunst aus Österreich“, Kunsthalle Bern, Schweiz
- 1957: IV. International Art Exhibition Japan, Tokio, Osaka, Ube, Hiroshima, Kumamoto, Takamatsu, Fukuoka, Nagoya, Saseho, Japan
- 1957: „II. Exposition Internationale de Gravure“, Moderna Galeria Ljubljana, Jugoslawien
- 1959: documenta II, Kassel
- 1959: III. Exposition Internationale de Gravure, Ljubljana, Jugoslawien
- 1959: „100 Works on Paper, Europe“, Institute Of Contemporary Art, Boston, USA
- 1960: „The 1960, international Biennial of Prints“, Cincinnati Art-Museum, USA
- 1960: „Austrian Painting and Sculpture 1900 - 1969“, British Art Council, London
- 1961: BIENNALE PER LA PITTURA, Premio Repubblica San Marino
- 1962: „INTERNATIONAL PRINTS 1962“, Cincinnati Art-Museum, USA
- 1962: „Frühjahrsausstellung im Kunstverein Hannover“
- 1962: „Comparaisous“, Musée d’Art moderne, Paris
- 1963: Deutscher Künstlerbund, Stuttgart
- 1963: „Frühjahrsausstellung im Kunstverein Hannover“
- 1964: Deutscher Künstlerbund, Berlin
- 1964: „Frühjahrsausstellung im Kunstverein Hannover“
- 1965: „Frühjahrsausstellung im Kunstverein Hannover“
- 1965: „Wiener Malerei seit 1945“, Künstlerhaus, Wien
- 1966: „Frühjahrsausstellung im Kunstverein Hannover“
- 1966: Deutscher Künstlerbund, Essen

## Auszeichnungen
- 1982: Preis der Stadt Wien für Bildende Kunst für Malerei und Grafik.

## Publikationen
- Ausstellungskatalog: Mythos Art Club. Der Aufbruch nach 1945; Kunsthalle Krems 2003.
- Ausstellungskatalog zur documenta II (1959) in Kassel: II. documenta ’59. Kunst nach 1945. Katalog: Band 1: Malerei; Band 2: Skulptur; Band 3: Druckgrafik; Textband. Kassel/Köln 1959.
- Ausstellungskatalog: Gustav Kurt Beck „Wege der Kunst“ – Retrospektive; Städtische Galerie Wolfsburg 2002.